# Luciano Durán Böger
Luciano Duran Böger fue un escritor, poeta y novelista boliviano, nació en Santa Ana de Yacuma (departamento del Beni) en 1904 y falleció en la ciudad de La Paz en 1995.

## Biografía
Hijo de Luciano Durán Pérez y Aurora Böger Rivero, nació el 12 de noviembre de 1904 en Santa Ana, capital de la Provincia Yacuma del Departamento del Beni de Bolivia, y falleció en la ciudad de La Paz el 18 de octubre de 1995.
Poeta y novelista, fue también escritor de diferentes suplementos literarios y columnista de importantes periódicos bolivianos como La Razón, Presencia y El Diario, entre otros. Su labor artística, política y periodística le permitió dar conferencias en diferentes países como Ecuador, Perú, Chile y Argentina.
Escritor, crítico de arte, cuentista,  poeta y novelista, fue también pintor autodidacta. Expuso sus obras en La Paz y Potosí (1968 y 1980).

## La política y el artista
De convicción política izquierdista, fue dirigente universitario en la Universidad Mayor de San Andrés y líder de la juventud universitaria, fundador y Secretario de Organización de la primera dirección de la Confederación Sindical de Trabajadores de Bolivia - CSTB y del Partido Obrero en 1937; fundador y militante del Partido Comunista de Bolivia y del APRA en el Perú. Fue también fundador del Centro Cultural Moxos en 1938.

### Encarcelamiento y exilio
Como dirigente universitario, se opuso públicamente a la Guerra del Chaco por lo que fue encarcelado por el gobierno boliviano entre 1932 y 1935, año en que el entonces presidente Constitucional de Bolivia Luis Tejada Sorzano concedió anmistía a Luciano Durán Boger, Roberto Rodríguez, Wenceslao Uberhuaga y Mario Zabaletapor por tratarse de presos políticos. Su posición en contra de la guerra le costó también la expulsión del Consejo Universitario, de la Universidad Mayor de San Andrés y del Sistema Universitario Boliviano, por el entonces rector Héctor Ormachea Zalles, prefiriendo truncar sus estudios y permanecer preso antes que traicionar sus ideales. El 5 de agosto de 1935, el entonces presidente de Bolivia José Luis Tejada Sorzano emitió un decreto suprimiendo los juicios políticos que se seguían entonces entre otros a Luciano Duran Boger.
Debido a su ideología política, fue exiliado de Bolivia y radicó en el Perú, Chile, Suiza, Francia y España.

### El poema del pañuelo del Estadio Nacional
Durán Böger llegó a Chile el 23 de diciembre de 1971 y fue detenido el 24 de septiembre de 1973, en las puertas de la Embajada de México, en calidad de prisionero político luego del golpe de Estado que derrocó al gobierno de Salvador Allende, siendo recluido en el Camerín Nro. 3 del Estadio Nacional de Chile en la ciudad de Santiago de Chile, donde el 9 de octubre de 1973, con motivo del traslado de los reclusos bolivianos del camerín, pidió un papel para escribir un poema de despedida, no habiendo papel, pidió a Santiago Cavieres, escritor, poeta y abogado chileno, también recluido, que le alcanzará un pañuelo en el que Durán Böger escribió:

Adiós 
Ya nos vamos 
¿Volveremos 
al punto de partida 
de un 11 de septiembre? ¡No! 
 
Ya nos vamos 
hermanos chilenos 
que nadie 
siembre alegrías 
sobre la sangre caliente 
de las calles de Santiago 
 
Ya nos vamos 
de aquí 
de este encerrón colectivo; 
dentro 
de nuestro corazón boliviano 
dos manos 
se dan la mano 
y el hambre 
hecho dolor abrió una zanja profunda; 
en nuestros pechos hermanos 
se dan 
un abrazo de adiós, 
Chilenos y Bolivianos
Duranböger, Estadio N. de Santiago, Camerín Nº 3 - 9-X-1973

El pañuelo fue firmado por los prisioneros del camerín y conservado por Santiago Cavieres, quien lo entregó a su esposa antes de ser trasladado a Chacabuco. Varios años después lo donó al Museo de la Memoria y los Derechos Humanos, donde se encuentra catalogado con el Número de Registro 00000109000001000001 bajo la siguiente descripción:

Pañuelo de tela en el que Luciano Durán, boliviano escribió un poema, alrededor del cual los 80 prisioneros del camarín número tres del Estadio Nacional, firmaron.

El documentalista Javier Bertin Mardel produjo el documental El pañuelo del Estadio Nacional en el cual, a través del testimonio de Santiago Cavieres, se narra la historia del poema Adiós escrito por Durán Böger en un pañuelo, y cómo chilenos y bolivianos, detenidos en el Estadio Nacional de Chile, durante la dictadura de Augusto Pinochet, organizaron todo tipo de actividades para mantenerse sanos mentalmente y sobrevivir el encierro y la tortura sobre la base de la solidaridad mutua. El documental forma también parte de la colección del Museo de la Memoria y los Derechos Humanos bajo el Número de Registro 00000095000001000001

## Obras
Entre 1960 y 1972, Luciano Durán Böger publicó seis obras literarias.
Es uno de los autores bolivianos destacados del siglo XX y uno de los más representativos escritores del oriente boliviano; su obra En las Tierras de Enín está considerada entre las mejores novelas bolivianas.
Durán Böger fue galardonado con varios premios, entre ellos: la ‘Violeta de oro’ en los Juegos Florales de Santa Cruz (1960).
En "Radiografía íntima del poeta", Durán Böger escribió: "El poeta es una paradoja viva en un cristal de roca. En su obra nada permanece oculto. Los sentimientos, las emociones, anhelos, deseos, esperanzas, desilusiones, amores y quereres, todo, desde lo más trivial hasta lo trascendente, se afirma y se niega en su propio ser"..
En uno de sus poemas, Luciano Durán Böger se describe de la siguiente manera:

Soy el último descendiente 
vertical 
de los tomates, 
de la mara y del almendro 
con raíces profundas, 
acariciados por el Alba. 
El territorio de mi sangre 
abrazó a la madre 
de los torrentes 
y se inundaron los vasos 
de mis sueños. 
Por mis ojos entraron 
todas las hidrografías desplazando 
el lugar preferido 
de mis padecimientos. Y con el acero de los símbolos 
desgajo angustias 
con fibras de poemas
Fragmento del Poema "Mi origen y mi destino"

El autor Elías Blanco Mamani, en su Diccionario Cultural Boliviano cita los siguientes comentarios sobre el artista beniano:

“es rudo y armonioso como el viento y tiene en sus versos ese rumor multitudinario que asusta, que enardece, que hace héroes y cobardes que define hombres y sociedades. No en vano el luchador y poeta Boger, hizo brillar como dos carbones encendidos sus dos ojos tras las rejas de las cárceles; por el delito de protestar contra la incomprensión y la bestialidad del egoísmo; /…/ no en vano su cuerpo sufrió el ultraje de los sicarios; no en vano se acostó desnudo en las ortigas de la injusticia y la desigualdad humana. Del fondo sufriente, dolorido y rebelde de ese espíritu han nacido las canciones y poemas machos de su libro”
Guillermo Viscarra Fabre.1951.

“Su poesía, difundida mediante recitales y conferencias, promovieron –en los pueblos del Beni– los ideales vanguardistas en ambientes parroquiales y provincianos estancados hasta mediados del siglo pasado, en el romanticismo, el modernismo y en serviles imitaciones de los Veinte poemas de amor y una canción desesperada, de Pablo Neruda. La publicación tardía de sus hizo que su poesía pareciera anacrónica. /…/ Incorporó a la literatura boliviana voces regionales cambas, canto a la naturaleza exuberante del trópico, exaltando la belleza de las mujeres nativas y retrato de personalidad viril del hombre de la selva y los llanos benianos”
Pedro Shimose.2011.

“Destacado narrador y poeta, es también un interesante pintor que desarrolla su obra por la doble dirección del surrealismo y el expresionismo. Colorista atractivo, describe con intenso cromatismo la naturaleza oriental”
Armando Soriano Badani.

### Obras Publicadas
- Sequía (novela, 1960). Publicado por Imp. Minerva.
- Geografía de la Sangre" (antología de poemas,1963). Publicado por Imp. del Estado.
- Poetas del Beni (ensayo, 1963). Publicado por Imp. Militar.
- Inundación: Novela para un Continente en Lucha (novela, 1965). Publicado por Ed. Burillo.
- En las Tierras de Enin (novela, 1967). Publicado por Ed. Novedades.
- Sangre de Esmeralda (novela, 1972). Publicado por Ed. Universitaria.